# Ластовецкий, Андрей Михайлович
Андрей Михайлович Ластовецкий (укр. Андрій Михайлович Ластовецький; род. 31 августа 1902, Станислав — ум. 11 сентября 1943, Львов) — украинский физик, профессор, доктор философии (1927), заведующий кафедрой физики (1939-1943), декан (1942-1943) Львовского медицинского института.

## Биография
Окончил физико-математический факультет Боннского университета в 1927 г.
В 1929—1939 гг. работал ассистентом кафедры экспериментальной физики Львовского университета им. Яна Казимира, затем заведующим кафедрой физики и деканом Львовского медицинского института.
Профессор с 1940 г.
Во время оккупации Львова немецкими войсками с мая 1942 — преподаватель физики на профессиональных медико-естественных курсах (Staatliche Medizinisch-Naturwissenschaftliche Fachkurse) во Львове.
Действительный член Научного общества им. Тараса Шевченко с 1933 г.
Проводил научные исследования в области рентгено- и спектроскопии, в частности, рентгенографическое изучение оксида цинка и графита.
Является автором около 30 научных и научно-популярных работ, среди них учебника физики для народных школ (1938).
В молодости был активным членом скаутской организации «Пласт»
Погиб трагически. Был убит польскими террористами Армии Крайова надуманным предлогом в отказе приема польской молодежи в медицинский институт.